# Gottlob Rosenkrantz
Gottlob Emil Georg Frederik Rosenkrantz (19. maj 1803 i Ziegenhain i Hessen – 9. september 1884 i Veng) var en dansk baron, amtmand og ejer af herregårdene Sophiendal og Liselund.

## Opvækst og uddannelse
Gottlob Rosenkrantz' forældre var eventyreren, ritmester Jørgen Baron Rosenkrantz (1774-1831) og Christiane Marie Sophie Frederikke Marqvard (1781-1849). Han blev født i Hessen, hvor faderen tjente som officer. 1822 blev han student fra Herlufsholm, 1826 sekondløjtnant i Kongens Livkorps, 1827 juridisk kandidat, 1828 premierløjtnant i Livkorpset, samme år kammerjunker, 1829 auskultant i Rentekammeret og fra 1833 tillige kaptajn i Livkorpset. 1835-36 foretog han en udlandsrejse til Tyskland og Frankrig.

## Amtmanden
Efter hjemkomsten var Rosenkrantz i de følgende to år ansat hos stiftamtmanden over Lolland-Falsters Stift, dog uden at opgive sin stilling i Rentekammeret. Han blev i de følgende år gentagne gange konstitueret dels som stiftamtmand over Aarhus Stift, dels som amtmand over Ringkøbing Amt. 1842-43 medlem af Skanderborg Amtsråd. Endelig i 1843 udnævntes han til amtmand over Thisted Amt. I sine 23 år i dette embede, fik han rig anvendelse for den praktiske indsigt i landbrugsforhold, som han tidligere havde erhvervet sig ved bestyrelsen af store familiegodser paa Lolland. Særlig fortjent gjorde han sig af bivejenes forbedring, af redningsvæsenets udvikling og af vandvæsenets regulering i amtet. Han modtog da også i tidens løb mange talende vidnesbyrd om, i hvor høj grad amtets beboere påskønnede hans indsats, ikke mindst da han i 1866 overtog embedet som stiftamtmand over Viborg Stift og amtmand i Viborg Amt. Han sad på disse poster i 13 år, ligeledes med anerkendelse af hans dygtighed, indtil han 1879 efter eget ønske afskedigedes fra statens tjeneste og samtidig udnævntes til gehejmekonferensråd. Han havde desuden modtaget følgende hædersbevisninger gennem tiderne: 1840 hofjægermester, 1845 kammerherre, 1868 kommandør af Dannebrog og 1875 storkorset af samme orden. Yderligere var han medlem af den jyske stænderforsamling 1842-46 og af Rigsrådets Landsting 1864-66, men spillede ikke nogen fremtrædende rolle her.

## Ægteskab
1. september 1843 ægtede han sin kusine Elisabeth Louise baronesse Rosenkrantz (8. juni 1821 – 13. juni 1911), en datter af hans farbroder Holger baron Rosenkrantz til Tustrup og Rosenholm.

## Godsejeren
Gottlob Rosenkrantz var 1833 blevet medejer og fra 1853 eneejer af faderens gods Sophiendal ved Veng. 1843 kom han i besiddelse af Liselund på Møn. Han og hustruen arvede desuden herregården Kjærstrup efter deres fælles faster Charlotte Emerentse baronsse Rosenkrantz-Huitfeldt. Hun havde gården fra sin afdøde mand Sophus Frederik greve Raben-Levetzau. Dennes familie bestred imidlertid ægteparrets ret til gården, som ved dom i 1851 blev overdraget til familien Raben-Levetzau. Endelig arvede han 1882 Vorregård i Øster Lisbjerg Herred efter sin yngre broder Fritz.